# Besserwessi
Besserwessi (Kofferwort aus Besserwisser und Wessi) ist ein Ausdruck, der nach der deutschen Wiedervereinigung in den 1990er Jahren entstanden ist. Er bezeichnet abschätzig das Verhalten einiger westdeutscher Bürger gegenüber der ostdeutschen Bevölkerung, das als besserwisserisch und arrogant empfunden wurde. Der Duden definiert Besserwessi umgangssprachlich abwertend für eine „Person, die aus den alten Bundesländern stammt und sich gegenüber Bewohnern der neuen Bundesländer besonders in Bezug auf den politischen und wirtschaftlichen Bereich besserwisserisch und belehrend verhält“.
Die Gesellschaft für deutsche Sprache (GfdS) kürte das Wort 1991 zum Wort des Jahres. Nach Meinung der GfdS sei es ein im Jahr 1991 durchgängig gebrauchter Begriff gewesen, der das Verhältnis zwischen West- und Ostdeutschen kritisch beschreibe. Griffig würden die Wörter Besserwisser, Westen und Wessi zusammengefasst. Ebenso wurde es zum Unwort des Jahres vorgeschlagen, da es – so der Linguist Horst Dieter Schlosser – „im Nordosten Deutschlands mindestens ein so herbes Schimpfwort wie in Österreich der Piefke für den ‚preußisch‘ schnarrenden Deutschen“ sei. Der Schriftsteller Peter Rühmkorf prägte in Abwandlung des Wortes den Begriff „Besserdissis“ für ehemalige Dissidenten der DDR.